# Reteporella elegans
Reteporella elegans is een mosdiertjessoort uit de familie van de Phidoloporidae. De wetenschappelijke naam van de soort is voor het eerst geldig gepubliceerd in 1976 door Harmelin.